# Champotón
Champotón è uno degli 11 comuni dello stato della Campeche, Messico; si estende per un'area di 6.088,28 km² con una popolazione di 83.021 abitanti secondo il censimento del 2010.
Confina al nord e con il comune di Campeche e con il comune di Hopelchén; a est con il comune di Calakmul; a sud con il comune di Escárcega e a ovest con il comune di Carmen e con il golfo del Messico.

## Località principali
A capo del comune c'è la città di Champotón con 30.881 abitanti.
Le altre località urbane, con la relativa popolazione al 2010, sono:
- Seybaplaya 	8.711
- Villa Madero 	3.954
- Santo Domingo Kesté 	3.763
- Carrillo Puerto 	2.829
- Sihochac 	2.731
- Ley Federal de Reforma Agraria 	2.435

## Cronologia dei governatori
| Governatore del Comune          | Periodo   |
| ------------------------------- | --------- |
| Audomaro Trujeque               | 1916-1917 |
| Apolinar Lara                   | 1918      |
| José C. del Vargas              | 1919      |
| Antonio Calderón                | 1920      |
| Manuel Osaron C.                | 1921      |
| Alejo Aguijar C.                | 1922      |
| Manuel Lara                     | 1923      |
| Antonio A. Aguijar C.           | 1924-1925 |
| Ramón Aguilar                   | 1926-1927 |
| Epifacio Torres O.              | 1928-1929 |
| José Inés Castro                | 1930-1931 |
| Eduardo Pavón l.                | 1932-1933 |
| Alberto Barrera                 | 1934-1935 |
| Alejo Aguilar C.                | 1936-1937 |
| Dioclesiano Vargas H.           | 1938-1939 |
| Felipe Vázquez Durán            | 1940-1941 |
| Eduardo Negrín Baeza            | 1942-1943 |
| Tiburcio Cardeña Daniel         | 1944-1946 |
| Marcos J. Curmina Buenfil       | 1947-1949 |
| José Enrique Ruibal C.          | 1950-1952 |
| Raúl Pavón Abreu                | 1953-1955 |
| Abraham Aguilar E.              | 1956-1958 |
| Felipe Vázquez Durán            | 1959-1961 |
| Eduardo Espadas Ávila           | 1962-1964 |
| Edilberto Rosado Alonso         | 1965-1967 |
| Onecifero Castillo Alonso       | 1968-1970 |
| Carlos Flores Barrera           | 1971-1973 |
| Tomás Arnabar Gunam             | 1974-1976 |
| Alvaro Aguilar Curmina          | 1977-1979 |
| Marcos Curmina Buenfil          | 1980-1982 |
| Fernando Rosado Reyes           | 1983-1985 |
| José María Briceño Buenfil      | 1986-1988 |
| Humberto Curmina Barrera        | 1989-1991 |
| José E. Chongo Vázquez          | 1992-1994 |
| Norma Navarro Sarmiento         | 1994      |
| Raúl Armando Uribe Flores       | 1995-1997 |
| Arturo Manuel Durán León        | 1997-2000 |
| Herculano Angulo Villacis       | 2000-2003 |
| Jorge Enrique Castro Sandoval   | 2003-2006 |
| C.Jorge Enrique Castro Sandoval | 2006-2009 |